# Rényi Alfréd
Rényi Alfréd (Budapest, 1921. március 20. – Budapest, 1970. február 1.) magyar matematikus, akadémikus, Rényi Kató férje.

## Származása
Budapesten született Rényi Artúr (1884–1953) mérnök és Alexander Borbála gyermekeként. Apai nagyszülei Rosenthal Alfréd kereskedő és Hirschler Ilona (1848–1926), anyai nagyszülei Alexander Bernát (1850–1927)filozófus, egyetemi tanár és Brössler Regina voltak. 

## Tanulmányai
A budapesti Pázmány Péter Tudományegyetemen Fejér Lipót tanítványa volt 1940–44 között, majd a második világháború után a szegedi egyetemen Riesz Frigyesnél doktorált. Kandidátusi fokozatát 1947-ben Moszkvában szerezte.

## Pályafutása
1949-től a debreceni tudományegyetem professzora lett. 1950-ben ő hozta létre a Magyar Tudományos Akadémia gyorsan világhírűvé vált Alkalmazott Matematikai Intézetét, amelynek haláláig igazgatója volt. 1952-től az ELTE valószínűségszámítási tanszékét is vezette.

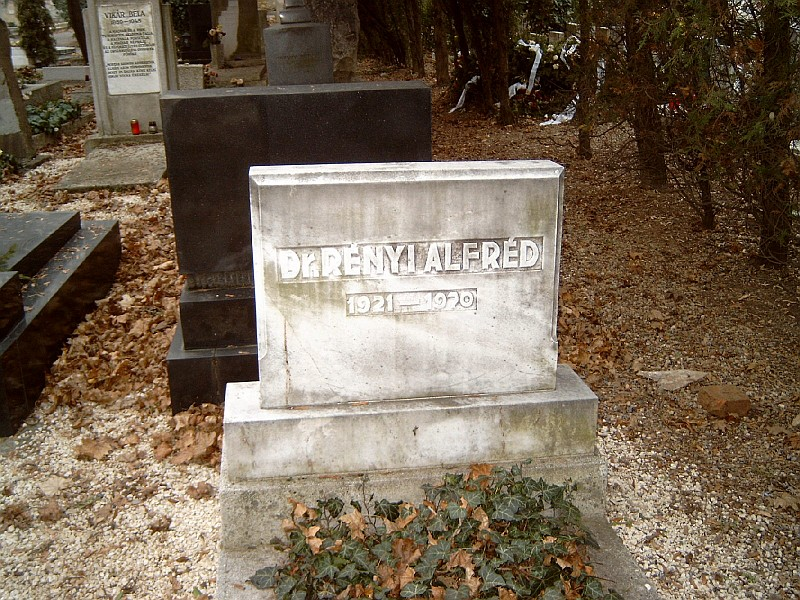
Rényi Alfréd sírja Budapesten. Farkasréti temető: 6/1-1-31

1949-től az Akadémiának levelező, 1956-tól rendes tagja lett. Emlékére az Akadémia Matematikai Kutató Intézete 1972-ben Rényi-díjat alapított.

## Tudományos érdemei
A matematikában a kombinatorika, a gráfelmélet, és főleg a valószínűségszámítás területén ért el eredményeket. 1947-ben továbbfejlesztette a Linnyiktől származó nagy szitát, és ennek felhasználásával világraszóló eredményt ért el a Goldbach-sejtéssel kapcsolatban: igazolta, hogy minden elegendően nagy páros szám egy prímszám és egy olyan szám összege, amelynek legfeljebb K prímosztója van, ahol K egy konkrét, megadható szám. Mintegy 350 cikkéből 32 Erdős Pállal közös. Jelentős volt a tudománynépszerűsítő tevékenysége is.
„A matematika lételeme volt; séta közben, síelés vagy autóvezetés közben is mindig hajlandó volt matematikai diszkusszióba belemenni. Ez a szüntelen lobogás, ez a cigarettával és feketekávéval állandóan élesztett izzás égette el fiatalon, munkaereje és kedve teljében, pillanatra sem érezve a hanyatlás fájdalmát.” (Turán Pál)
Mondásai:
„Aki azt mondja, nem szereti a matematikát, az tulajdonképpen azt mondja, nem szeret gondolkozni.”
„Ha rossz kedvem van, matematizálok, hogy jó kedvem legyen. Ha jó kedvem van, matematizálok, hogy megmaradjon a jó kedvem.”
„A matematikus olyan gép, amely kávéból tételeket készít.” (Ezt sokan hibásan Erdős Pálnak tulajdonítják.)

## Elismerései
- 1949 – Kossuth-díj
- 1954 – Kossuth-díj

## Művei
- Ars Mathematica – Rényi Alfréd összegyűjtött írásai (Typotex Kiadó, 2005, ISBN 9637546588)
- Dialógusok a matematikáról, Typotex, Budapest, 1994 (MEK)
- Levelek a valószínűségről, Typotex, Budapest, 1994 (MEK)
- Napló az információelméletről
- A diary on information theory, Akadémiai Kiadó, Budapest, 1984
- Letters on probability, Akadémiai Kiadó, Budapest, 1972
- Probability theory, Akadémiai Kiadó, Budapest, 1970
- Valószínűségszámítás, Egyetemi tankönyv, Második kiadás, Tankönyvkiadó, Budapest, 1968